# Segunda División 1933/34
Die Segunda División 1933/34 war die sechste Spielzeit der zweithöchsten spanischen Fußballliga. Sie begann am 5. November 1933 und endete am 4. März 1934. Meister wurde der FC Sevilla.

## Vor der Saison
Als Absteiger aus der Primera División nahm Deportivo Alavés an der Saison teil, als Aufsteiger aus der Tercera División CE Sabadell.

## Abschlusstabelle
| Pl. | Verein                 | Sp. | S  | U | N  | Tore    | Quote | Punkte |
| --- | ---------------------- | --- | -- | - | -- | ------- | ----- | ------ |
| 1.  | FC Sevilla             | 18  | 11 | 5 | 2  | 056:270 | 2,07  | 27:90  |
| 2.  | Athletic Madrid        | 18  | 11 | 2 | 5  | 045:280 | 1,61  | 24:12  |
| 3.  | Murcia FC              | 18  | 10 | 1 | 7  | 041:310 | 1,32  | 21:15  |
| 4.  | Celta Vigo             | 18  | 9  | 2 | 7  | 044:280 | 1,57  | 20:16  |
| 5.  | CA Osasuna             | 18  | 9  | 0 | 9  | 047:390 | 1,21  | 18:18  |
| 6.  | Sporting Gijón         | 18  | 8  | 2 | 8  | 030:380 | 0,79  | 18:18  |
| 7.  | Deportivo La Coruña    | 18  | 7  | 3 | 8  | 035:380 | 0,92  | 17:19  |
| 8.  | Union Club Irún        | 18  | 7  | 2 | 9  | 031:430 | 0,72  | 16:20  |
| 9.  | CE Sabadell (N)        | 18  | 5  | 4 | 9  | 031:450 | 0,69  | 14:22  |
| 10. | Deportivo Alavés (A) 1 | 18  | 1  | 3 | 14 | 018:610 | 0,30  | 05:31  |

Platzierungskriterien: 1. Punkte – 2. Direkter Vergleich  – 3. Torquotient – 4. geschossene Tore
| (A) | Absteiger der Saison 1932/33       |
| (N) | Neuaufsteiger der Tercera División |

## Nach der Saison
Aufsteiger in die Primera División
- 01. – FC Sevilla
- 02. – Athletic Madrid

 Absteiger in die Divisiones Regionales
- Deportivo Alavés (freiwillig)

 Absteiger aus der Primera División
- keiner

 Aufsteiger in die Segunda División
- FC Badalona, FC Barakaldo, FC Elche, FC Girona, Gimnástico Valencia, Recreativo Granada, Hércules Alicante, CE Júpiter, FC Levante,
CD Logroñés, CD Malacitano, CD Nacional Madrid, Racing de Ferrol, SC La Plana, Stadium Avilesino, Valladolid Deportivo, Saragossa FC.